# Formowanie wtryskowe

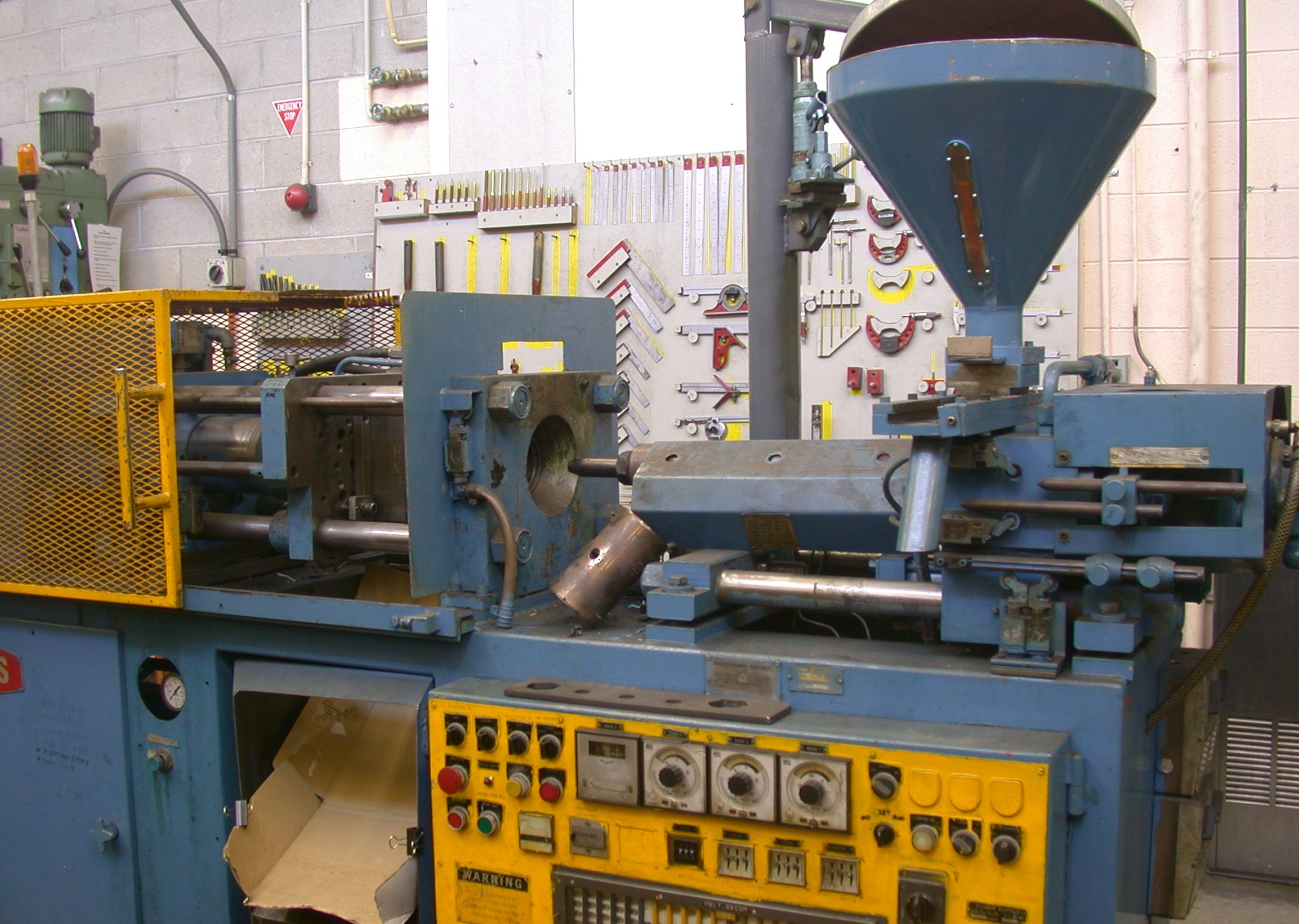
Typowa wtryskarka do małych kształtek

Formowanie wtryskowe – technika formowania tworzyw sztucznych polegająca na wtryskiwaniu uplastycznionego tworzywa do formy, w której zastyga ono (zestala się) w tzw. wypraskę (kształtkę). Formowanie wtryskowe (krótko: wtrysk) jest cyklicznym procesem przetwórstwa tworzyw sztucznych w postaci granulatu.
Istnieje też odmiana formowania wtryskowego, w której nie stosuje się gotowego granulatu, lecz prepolimer i środek powodujący jego polimeryzację w trakcie procesu formowania. Ta odmiana wtrysku nazywana jest reaktywnym formowaniem wtryskowym.
Proces formowania wtryskowego prowadzi się w specjalnych urządzeniach zwanych wtryskarkami. Wtrysk stosuje się do formowania tworzyw termoplastycznych lub termoutwardzalnych.

## Etapy procesu wtrysku tradycyjnego

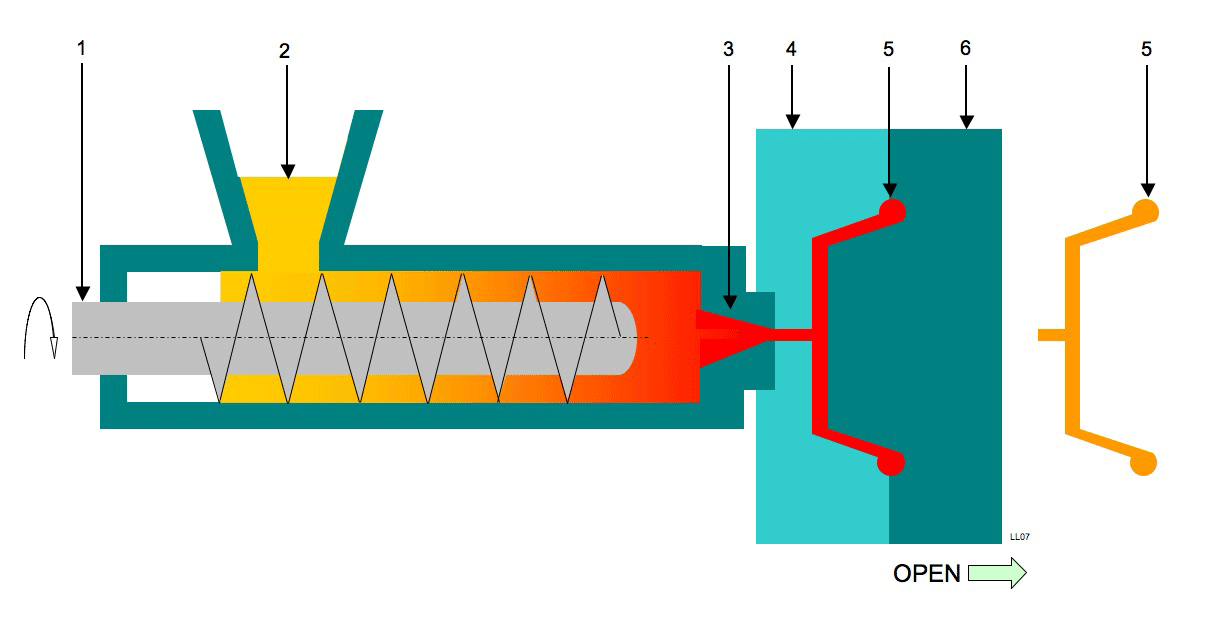
Ogólny schemat wtryskarki ślimakowej:
1: ślimak
2: dozownik granulatu
3: dysza
4: część matrycowa formy
5: (czerwone) wnętrze formy i kanały dolotowe
5: (pomarańczowe) gotowa kształtka
6: część stemplowa formy

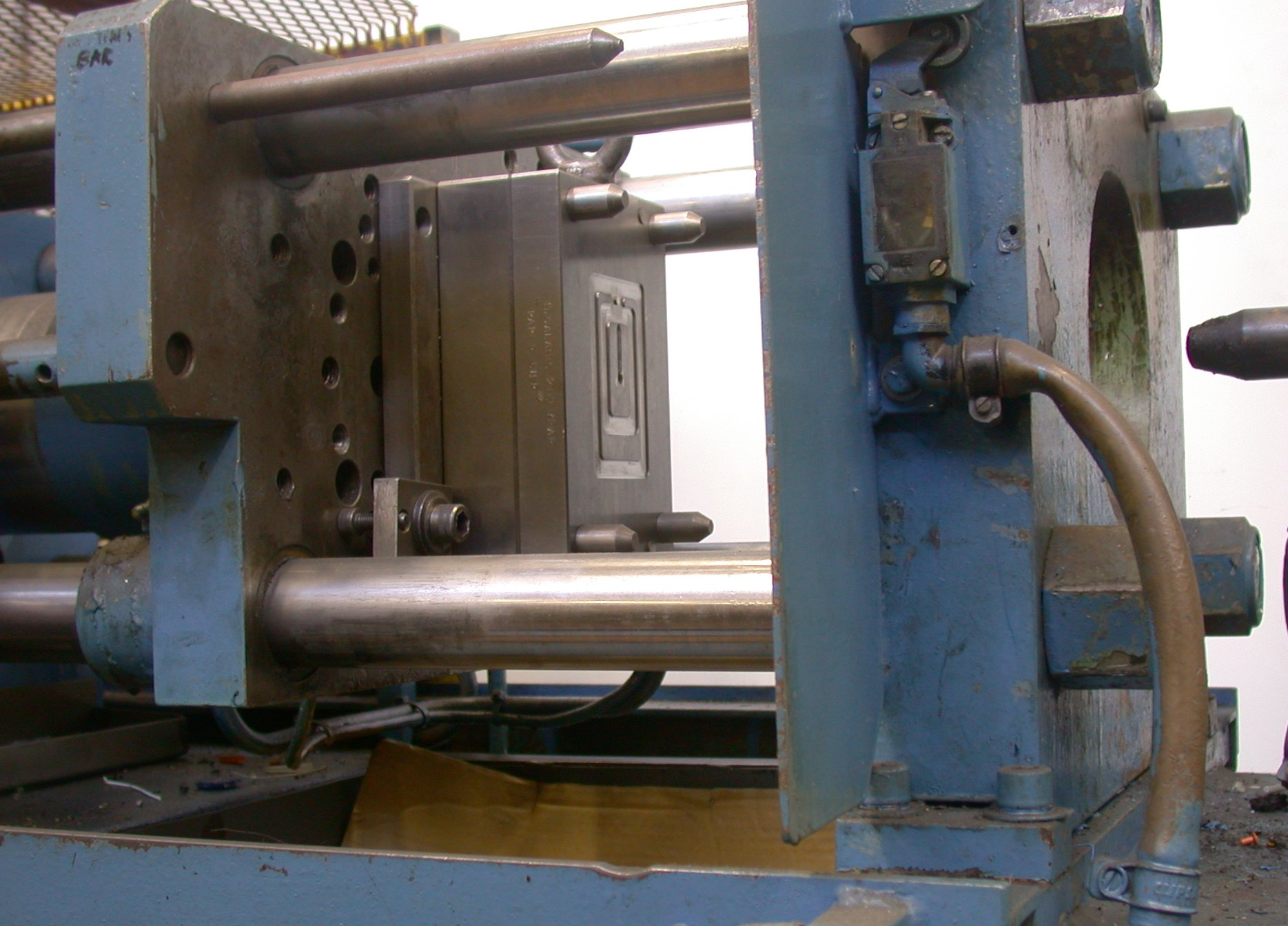
Mechaniczny system docisku i opróżniania formy

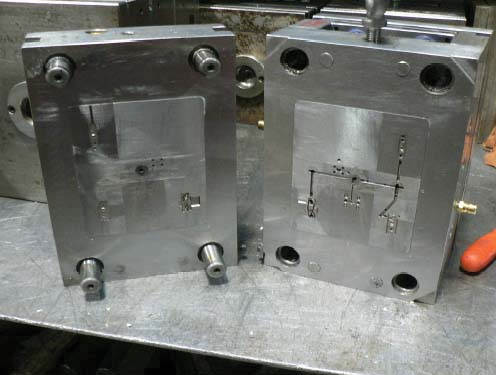
typowa forma wtryskowa do małych kształtek

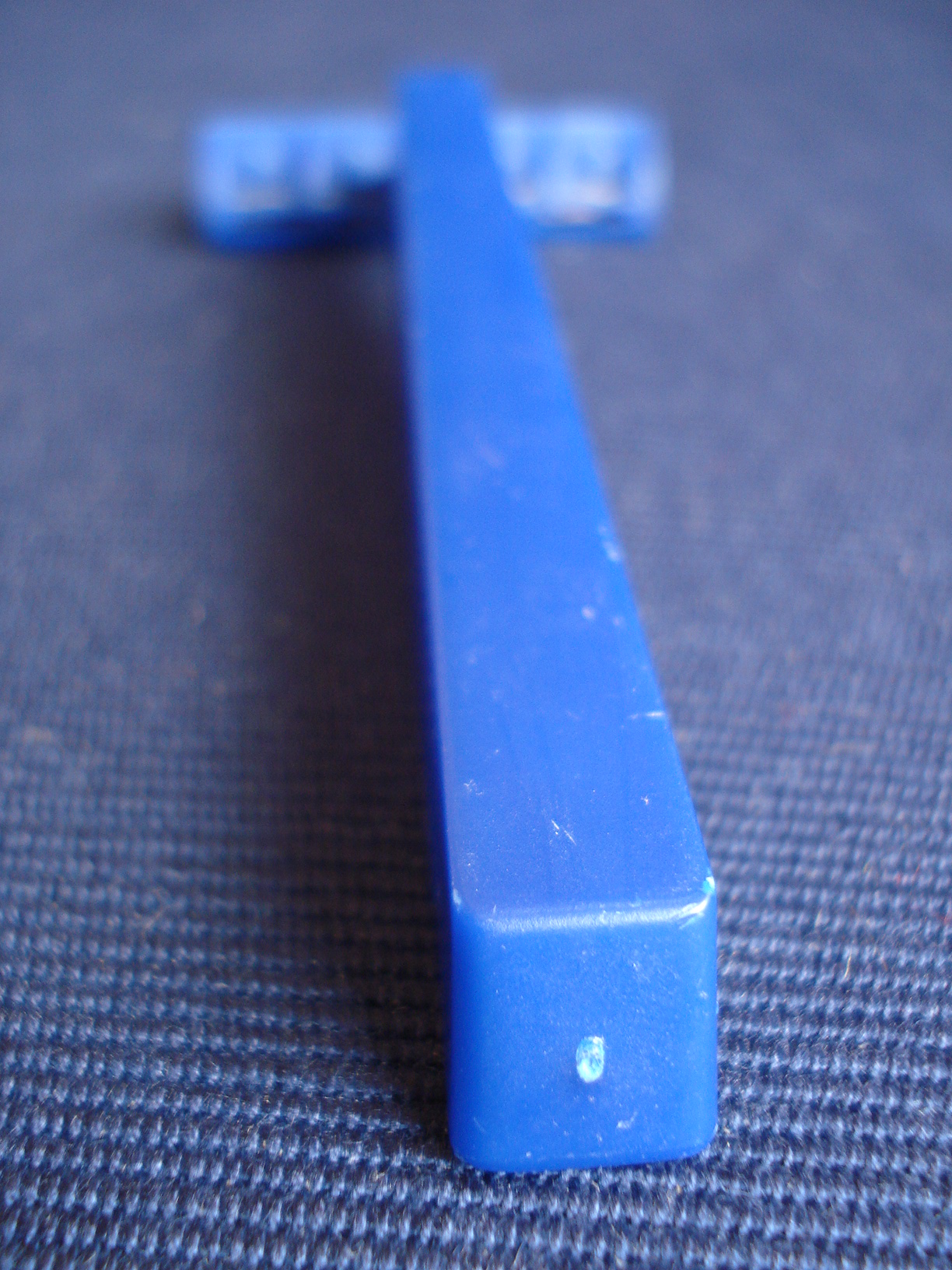
Przykładowa wypraska z charakterystycznym śladem po obcięciu tworzywa, które zastygło w kanale dolotowym formy

Ogrzewanie i upłynnienieTworzywo dozowane ze zbiornika przesuwane jest przez obracający się wewnątrz cylindra ślimak o specjalnej konstrukcji. Cylinder wtryskarki ogrzewany jest za pomocną elementów grzejnych (elektrycznych, rzadziej olejowych). Tworzywo ogrzewa się od ścianek cylindra, a także w wyniku tarcia. Ruch obrotowy ślimaka powoduje przesuwanie się tworzywa w cylindrze wtryskarki oraz silne jego mieszanie, co sprzyja równomiernemu ogrzaniu. Ślimak wytwarza też wysokie ciśnienie. Połączenie wysokiego ciśnienia i temperatury powoduje stopienie i upłynnienie tworzywa.
Wtrysk właściwyŚlimak wtryskarki może wykonywać dwa rodzaje ruchu. Ruch obrotowy stosowany podczas uplastyczniania tworzywa oraz ruch posuwisto-zwrotny stosowany w czasie etapu wtrysku. Ślimak spełnia tu rolę tłoka, czoło ślimaka przetłacza uplastycznione tworzywo do formy. Upłynnione tworzywo jest wtryskiwane do specjalnej formy, wykonanej zwykle ze stali, przez kilka do kilkunastu dysz i system kanałów wydrążonych w formie. Konstrukcja formy powoduje, że jest ona całkowicie napełniana w stosunkowo krótkim czasie.
StygnięciePo napełnieniu formy jest ona w odpowiednim tempie chłodzona lub ogrzewana. W przypadku tworzyw termoplastycznych stosuje się formy chłodzone natomiast w przypadku tworzyw termoutwardzalnych stosuje się formy ogrzewane. W wyniku chłodzenia tworzyw termoplastycznych lub ogrzewania tworzyw termoutwardzalnych zestalają się one w formie dokładnie odwzorowując jej kształt.
Opróżnienie formyFormy składają się zwykle z dwóch połówek, które po zestaleniu się tworzywa są rozdzielane, a uzyskana kształtka jest uwalniana z formy. Można to wykonywać ręcznie lecz najczęściej odbywa się to automatycznie za pomocą specjalnego układu wypychania.
Zamknięcie formyPo wypchnięciu kształtki forma jest szczelnie zamykana ręcznie albo mechanicznie i cykl wtrysku może rozpocząć się ponownie.
Oczyszczanie produktuKształtki po uwolnieniu z formy mają często przyłączone resztki tworzywa, które zestaliło się w kanałach doprowadzających lub na krawędziach styku połówek formy. Resztki te usuwane są mechanicznie poprzez ich odcięcie i wypolerowanie powierzchni w miejscu dawnych połączeń.

## Techniki wtrysku
Wtrysk sekwencyjnyPolega na tym, że tworzywo wtryskuje się do formy kilkoma kanałami. Początkowo jeden lub kilka kanałów są otwarte. W miarę jak tworzywo wypełnia formę otwiera się kolejne kanały, dzięki czemu tworzywo "przepychane" jest dalej. Technika ta jest alternatywą dla wtrysku do formy wieloma kanałami jednocześnie. Tworzywo spotyka się wtedy mniej więcej w połowie drogi między poszczególnymi kanałami. Dzięki technice wtrysku sekwencyjnego unika się osłabienia tworzywa w miejscu zetknięcia się tworzywa z różnych kanałów.
Wtrysk wielokomponentowyW tej technice do formy wtryskujemy dwa lub więcej rodzajów tworzywa które kolejno wypełniają formę. Technika ta umożliwia otrzymanie wyrobów bardziej złożonych.
Wtrysk z doprasowaniemGniazda formy zamykają się teleskopowo; tworzywo jest ściskane przez cały czas ochładzania.
Wtrysk z rozdmuchiwaniemPo wtryśnięciu część stemplowa formy z niezastygniętym tworzywem zostaje przesunięta do innej formy o kształcie np.: butelki. W wyniku rozdmuchu i ochłodzenia kształt zostaje utrwalony.
Reaktywne formowanie wtryskowe (RIM, Reactive Injection Moulding)Zamiast gotowego granulatu do formy wtłacza się ciekły prepolimer lub nawet monomer i środek powodujący polimeryzację, które są ze sobą mieszane bezpośrednio przed wtłoczeniem; ciekły prepolimer nie wymaga upłynniania i ma znacznie mniejszą lepkość od stopu polimeru; dzięki temu można stosować niższe ciśnienia i temperaturę, a także produkować większe kształtki o bardziej złożonych kształtach niż przy wtrysku tradycyjnym.

## Podstawowe parametry procesu wtrysku
Do podstawowych parametrów wtrysku zalicza się:
1. temperatura wtrysku,
2. temperatura stopu tworzywa[2],
3. ciśnienie wtrysku,
4. ciśnienie docisku,
5. czas chłodzenia,
6. czas wtrysku.

Temperatura wtryskuTemperatura przy której tworzywo uzyskuje odpowiednią płynność umożliwiającą pokonanie oporów przepływu i wypełnienie gniazda formy. Jest ona inna dla każdego rodzaju tworzywa. Zależy też od ciśnienia wtrysku.
Temperatura stopuJest to temperatura uplastycznionego tworzywa, mają na nią wpływ: temperatury poszczególnych stref cylindra, liczba obrotów i szybkość napierania nowej porcji tworzywa oraz czas przebywania tworzywa w cylindrze.
Ciśnienie wtryskuCiśnienie jakie wytwarza poruszający się ruchem postępowym ślimak powodujące wtryśnięcie uplastycznionego tworzywa. Inaczej, ciśnienie na czole ślimaka podczas wtrysku. Parametr ten jest podawany w danych technicznych wtryskarki. Ciśnienie wtrysku należy odróżnić od ciśnienia w formie które stanowi około 35 – 70% ciśnienia wtrysku.
Ciśnienie dociskuJest to ciśnienie, jakie podawane jest na ślimak po zakończeniu wtrysku, po optymalnym wypełnieniu formy wtryskiwanym tworzywem. Zabezpiecza tworzywo przed cofaniem się z formy.
Czas chłodzeniaCzas niezbędny do zestalenia się tworzywa w zamkniętej formie. Zwykle ustalany jest doświadczalnie w zależności od stosowanego tworzywa oraz konstrukcji formy wtryskowej.
Czas wtryskuSumaryczny czas całego jednostkowego procesu; zależy od kształtu i wielkości wyrobu. Zwiększa się wraz ze wzrostem wymiarów wyrobu. Zwykle wynosi od kilku sekund do kilku minut.